# Heinrich Bülthoff
Heinrich Bülthoff (* 18. Dezember 1950 in Zetel) ist ein deutscher Kybernetiker. Er ist Direktor der Abteilung für Wahrnehmung, Kognition und Handlung des Max-Planck-Instituts für biologische Kybernetik in Tübingen.

## Leben und Wirken
Heinrich Bülthoff hat an der Eberhard Karls Universität in Tübingen promoviert und von 1980 bis 1988 als Forschungsassistent am Max-Planck-Institut für biologische Kybernetik in Tübingen und am Massachusetts Institute of Technology gearbeitet. Danach wurde er Professor für Kognitionswissenschaften an der Brown University in Providence/Rhode Island von 1988 bis 1993. 1993 wurde er zum Direktor des Max-Planck-Instituts für biologische Kybernetik berufen und ist seit 1996 auch Honorarprofessor an der Eberhard Karls Universität in Tübingen.
Heinrich Bülthoff forscht vor allem in den Feldern der Objekt- und Gesichtserkennung, der sensormotorischen Integration, der Raumkognition sowie dem Verhalten in virtuellen Umgebungen.

## Publikationen
Heinrich Bülthoff hat über 100 wissenschaftliche Veröffentlichungen und ist verantwortlicher Herausgeber der ACM Transactions on Applied Perception.

### Schriften (Auswahl)
- M. A. Goodale, J. P. Meenan, H. H. Bülthoff, D. A. Nicolle, K. J. Murphy, C. I. Racicot: Separate neural pathways for the visual analysis of object shape in perception and prehension. In: Curr Biol. Band 4, Nr. 7, 1. Jul 1994, S. 604–610. doi:10.1016/s0960-9822(00)00132-9.
- Nikolaus F. Troje, Heinrich H. Bülthoff: Face recognition under varying poses: The role of texture and shape. In: Vision Research. Volume 36, Nr. 12, 1996, S. 1761–1771. doi:10.1016/0042-6989(95)00230-8.
- M. O. Ernst, H. H. Bülthoff: Merging the senses into a robust percept. In: Trends Cogn Sci. Band 8, Nr. 4, Apr 2004, S. 162–169. doi:10.1016/j.tics.2004.02.002.
- T. Irmak, K. N. de Winkel, D. M. Pool, H. H. Bülthoff, R. Happee: Individual motion perception parameters and motion sickness frequency sensitivity in fore-aft motion. In: Exp Brain Res. Band 239, Nr. 6, Jun 2021, S. 1727–1745. doi:10.1007/s00221-021-06093-w.